# Entrobordo
Entrobordo è un termine marinaresco con il quale si intende tutto ciò che sta all'interno della barca, della nave o dello scafo. Si contrappone al termine fuoribordo con il quale si intende appunto stare fuori dello scafo. Viene utilizzato anche per identificare il motore entrobordo.